# Iodure d'aluminium
L'iodure d'aluminium  est un composé de l'aluminium et de l'iode, de formule chimique AlI3.
On peut l'obtenir par la réaction directe des corps purs aluminium et iode, ou par la réaction de l'iodure d'hydrogène HI sur l'aluminium métallique. L'hexahydrate AlI3·6 H2O est obtenu par réaction  de l'iodure d'hydrogène ou de l'acide iodhydrique sur l'aluminium métallique ou l'hydroxyde d'aluminium[réf. nécessaire].
Comme le chlorure et le bromure d'aluminium, AlI3 est un acide de Lewis fort et absorbe l'eau de l'atmosphère. Il est utilisé comme réactif pour la scission de certains types de liaisons C-O et N-O. Il clive les éthers aryle et désoxygène les époxydes.

## Structure
La structure de AlI3 solide est dimérique, constituée de Al2I6, et similaire à celle de AlBr3. La structure des formes monomères et dimères a été caractérisée en phase gazeuse. Le monomère, AlI3, est plan trigonal avec une longueur de liaison de 2,448(6) Å, et le dimère ponté, Al2I6, à 430 K est similaire à Al2Cl6 et à Al2Br6 avec des longueurs de liaison Al-I de 2,456(6) Å (terminal) et de 2,670(8) Å (pontage). Le dimère est décrit comme "mou" avec une géométrie d'équilibre D2h.

## Iodure d'aluminium(I)
Le nom "iodure d'aluminium" est largement considéré comme décrivant le triiodure ou son dimère. En fait, un monoiodure joue aussi un rôle dans le système Al–I, bien que le composé AlI soit instable à température ambiante par rapport au triiodure :
{\displaystyle {\ce {3AlI -> AlI3 + 2Al}}}
Un dérivé illustratif du monoiodure d'aluminium est l'adduit cyclique formé avec la triéthylamine, Al4I4(NEt3)4.